# Нитерой
Нитерой (португ. произношение: [niteɾɔj]) е град-община в щата Рио де Жанейро, югоизточния регион на Бразилия. Основан е на 22 ноември 1573 г. от Арарибо̀я, индиански вожд на племето Тупи (който по-късно се покръства в римокатолицизма и приема християнското име Мартин Афонсо, също като португалския мореплавател Мартин Афонсо ди Соуза). Това прави Нитерой единственият бразилски град основан от не-християнин, не-асимилиран бразилски индианец.
Бразилската военноморска фрегата Нитерой носи името на града.

## Известни личности
Родени в Нитерой
- Леонардо (р. 1969), футболист
- Алекс Родригу Диас да Коста (р. 1982), футболист
- Сержио Мендес (р. 1941), музикант

Починали в Нитерой
- Алберту ди Оливейра (1857-1937), поет